# Allegro (przedsiębiorstwo)

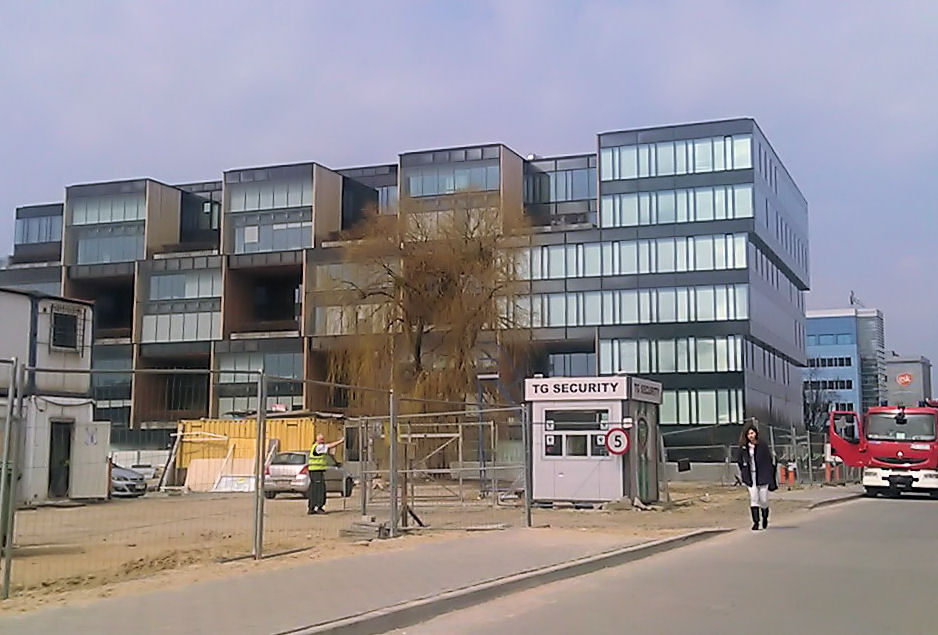
Pixel – była siedziba spółki

Allegro Sp. z o.o. (dawniej Grupa Allegro, Allegro.pl Sp. z o.o.) – polska spółka z branży e-commerce z siedzibą w Poznaniu, prowadząca serwisy Allegro.pl, Allegro.cz, Allegro.sk, Allegro.hu i Allegro.com. Była częścią brytyjskiej grupy QXL Ricardo, a potem południowoafrykańskiego koncernu mediowego Naspers. Bezpośrednim właścicielem grupy jest spółka holdingowa Allegro.eu z siedzibą w Luksemburgu.
W październiku 2016 roku kontrolę nad Allegro.eu przejęły fundusze inwestycyjne Cinven, Permira i Mid Europa, a w październiku 2020 roku Allegro.eu zadebiutowało na Giełdzie Papierów Wartościowych w Warszawie. W skład grupy Allegro.eu wchodzą: porównywarka cen Ceneo.pl, oferująca usługi finansowe spółka Allegro Pay Sp. z o.o., Allegro.pl, które bezpośrednio lub pośrednio kontroluje eBilet Polska Sp. z o.o., czy działające poza Polską Grupę MALL, WE|DO, CZC i Mimovrste.
Po finalizacji przejęcia Grupy MALL, WE|DO, CZC i Mimovrste w 2022 roku Allegro stało się grupą regionalną, działającą w sześciu krajach Europy Środkowo-Wschodniej (Polska, Czechy, Słowacja, Węgry, Chorwacja i Słowenia). W 2022 roku firma uruchomiła domenę Allegro.com, poprzez którą oferty wystawiane na Allegro.pl są dostępne na terenie Unii Europejskiej. W Czechach od maja 2023 roku platforma działa na domenie Allegro.cz. W marcu 2024 roku wystartowała platforma Allegro.sk na Słowacji, a od października 2024 roku działa Allegro.hu na Węgrzech.
Allegro w 2023 roku zatrudniało 6 624 osoby w Europie Środkowo-Wschodniej, w tym 4 794 w Polsce. Spontaniczna rozpoznawalność marki wśród polskich internautów wynosi 87%. Na platformie sprzedaje ok. 150 tysięcy firm, a odwiedza ją ok. 20 milionów użytkowników miesięcznie.
Firma jest też jedną z założycielek European Tech Alliance (EUTA), czyli stowarzyszenia europejskich spółek technologicznych powstałego w 2015 roku pod auspicjami ówczesnego komisarza unijnego ds. jednolitego rynku cyfrowego, Andrusa Ansipa.
Allegro należy do grona największych podatników CIT w Polsce. W 2021 roku platforma została członkiem UN Global Compact. We wrześniu tegoż roku firma dołączyła również do globalnej inicjatywy Science Based Targets Initiatives (SBTi), zobowiązując się do realizacji celów klimatycznych zgodnych z Porozumieniem paryskim i ścieżką 1,5 stopnia. W ratingu ESG przygotowanym przez MSCI Allegro osiągnęło w 2023 roku ocenę AAA. Według Raportu Wpływu, sporządzonego na koniec 2023 roku przez firmę KPMG na zlecenie Allegro, platforma generuje około 1% polskiego Produktu Krajowego Brutto (PKB) i wartości dodanej polskiej gospodarki, a dzięki jej działalności pracę w polskiej gospodarce na około 140 tys. osób, których łączne wynagrodzenie sięga około 8 mld złotych.
Od września 2022 do marca 2025 roku prezesem Grupy Allegro był Roy Perticucci, który zastąpił Francoisa Nuytsa. W październiku 2024 roku Allegro zapowiedziało, że Perticucci ustąpi ze stanowiska prezesa w czerwcu 2025 roku. 31 marca 2025 roku Allegro ogłosiło, że prezesem firmy zostanie Marcin Kuśmierz. Formalnie zastąpi Roya Perticucciego na stanowisku prezesa Allegro sp. z o.o. 5 maja 2025 roku, a Allegro.eu od zwyczajnego walnego zgromadzenia akcjonariuszy w czerwcu 2025 roku.

## Historia
Allegro powstało w 1999 roku w Poznaniu, założone przez tamtejszą spółkę Surf Stop Shop. Pomysłodawcą był Holender Arjan Bakker zainspirowany amerykańskim serwisem aukcyjnym eBay. Twórcą pierwszego oprogramowania i nazwy firmy był Tomasz Dudziak. Pierwsza informacja prasowa o starcie serwisu ukazała się 13 grudnia 1999 roku w magazynie komputerowym Chip i tę datę przyjmuje się za oficjalny start platformy. Pierwszą siedzibą spółki była piwnica w hurtowni sprzętu komputerowego prowadzonej przez założycieli portalu, a na pierwszej aukcji zaoferowano kamerę USB. Kilka miesięcy po starcie firmę przejęła specjalizująca się w budowie serwisów aukcyjnych brytyjska grupa QXL Ricardo za 75 tys. dolarów, pozostawiając założycieli w kierownictwie firmy.
W kwietniu 2001 roku miała miejsce milionowa aukcja. W tym samym roku Allegro wprowadziło prowizje i wypracowało pierwszy zysk. Dzięki umowom na promocje aukcji z portalami internetowymi liczba użytkowników wzrosła do kilkuset tysięcy w ciągu kilku pierwszych lat.
Po pęknięciu bańki internetowej spółka pogrążyła się w konflikcie właścicielskim między założycielami a QXL Ricardo, wywołanym odmienną wizją rozwoju serwisu. Po wejściu serwisu eBay do Polski strony zakończyły spór ugodą w 2006 roku, na mocy której QXL Ricardo na nowo przejęło kontrolę nad Allegro. Firma zaczęła przejmować takie serwisy jak OtoMoto czy porównywarkę cen Ceneo oraz zmieniać interfejs.
W 2008 roku Naspers, właściciel Gadu-Gadu w Polsce, kupił spółkę Tradus (dawniej QXL Ricardo) za około 1 mld funtów, czyli ok. 1,5 mld euro, stając się nowym właścicielem Allegro. W czerwcu 2009 roku Naspers, poprzez należącą do niego spółkę MIH Allegro B.V., wezwał do sprzedaży 100% akcji notowanej na warszawskiej giełdzie firmy Bankier.pl S.A. - właściciela między innymi portali Bankier.pl i Mojeauto.pl. Po przejęciu wszystkich akcji Bankier.pl S.A. został wycofany z giełdy w 2010 roku.
Od 2011 roku spółki QXL Poland, OtoMoto, Ceneo, Bankier i Internet Service działały w Grupie Allegro w ramach spółki MIH Allegro. Serwis funkcjonował w Czechach (pod nazwą Aukro.cz), w Niemczech (Allegro.de), Rosji (Molotok.ru), czy Ukrainie (jako Aukro.ua), by ostatecznie skoncentrować się na rynku polskim.
W 2015 roku wydawnictwo Bonnier Business Polska, właściciel m.in. Puls Biznesu, kupiło od Allegro serwis Bankier.pl. W tym samym roku portal Wykop.pl - w grupie od 2012 roku - został sprzedany pierwotnemu właścicielowi, spółce Garvest.
W 2016 roku liczba zawieranych na Allegro transakcji wyniosła blisko 14 milionów miesięcznie, a trzy fundusze inwestycyjne: Cinven, Permira i Mid Europa Partners przejęły platformę za 3,25 mld dolarów.
W październiku 2020 roku Allegro.eu zadebiutowało na warszawskiej Giełdzie Papierów Wartościowych po największej podówczas ofercie publicznej w historii parkietu. W tym samym roku grupa przejęła spółkę finansową FinAi, na bazie którego stworzyła Allegro Pay, a tuż po debiucie powiększyła swój udział w eBilet Polska Sp. z o.o. do 100% akcji, dokupując pozostałe 20%.
W czerwcu 2021 roku Allegro zaczęło budowanie własnej sieci automatów paczkowych One Box, a w październiku tego roku Allegro kupiło firmę kurierską X-press Couriers, która 1 kwietnia 2022 roku została połączona ze spółką Allegro.
W listopadzie 2021 roku Allegro ogłosiło przejęcie m.in. czeskiej Grupy Mall - regionalnej platformy e-commerce, oraz WE|DO - firmy logistycznej z siedzibą w Czechach. Ta największa transakcja w historii firmy została sfinalizowana 1 kwietnia 2022 roku. Allegro zapłaciło łącznie 881 mln euro (ok. 4,1 mld złotych) za 100% udziałów w Mall Group i WE|DO i zwiększyło obszar działalności do sześciu krajów Europy Środkowo-Wschodniej. Z powodu pogarszających się globalnych warunków rynkowych wywołanych wojną na Ukrainie i inflacją, Allegro przeprowadziło test na utratę wartości zakupionych aktywów i uwzględnienie niepieniężnego odpisu w wysokości 2,29 mld złotych w trzecim kwartale 2022 roku.
W lutym 2022 roku wystartowała domena Allegro.com, która umożliwia kupowanie i sprzedawanie na Allegro na terenie Unii Europejskiej. Jest ona dostępna w językach angielskim, czeskim i ukraińskim. W maju 2023 roku wystartowała platforma Allegro.cz w Czechach, w marcu 2023 roku ruszyło Allegro.sk na Słowacji, a w październiku 2024 - Allegro.hu na Węgrzech
Według międzynarodowego rankingu YouGov Allegro jest najsilniejszą i najchętniej polecaną marką w Polsce. Platforma zajmuje też pierwsze miejsce w rankingu satysfakcji klientów oraz stosunku ceny do jakości.

## Siedziba

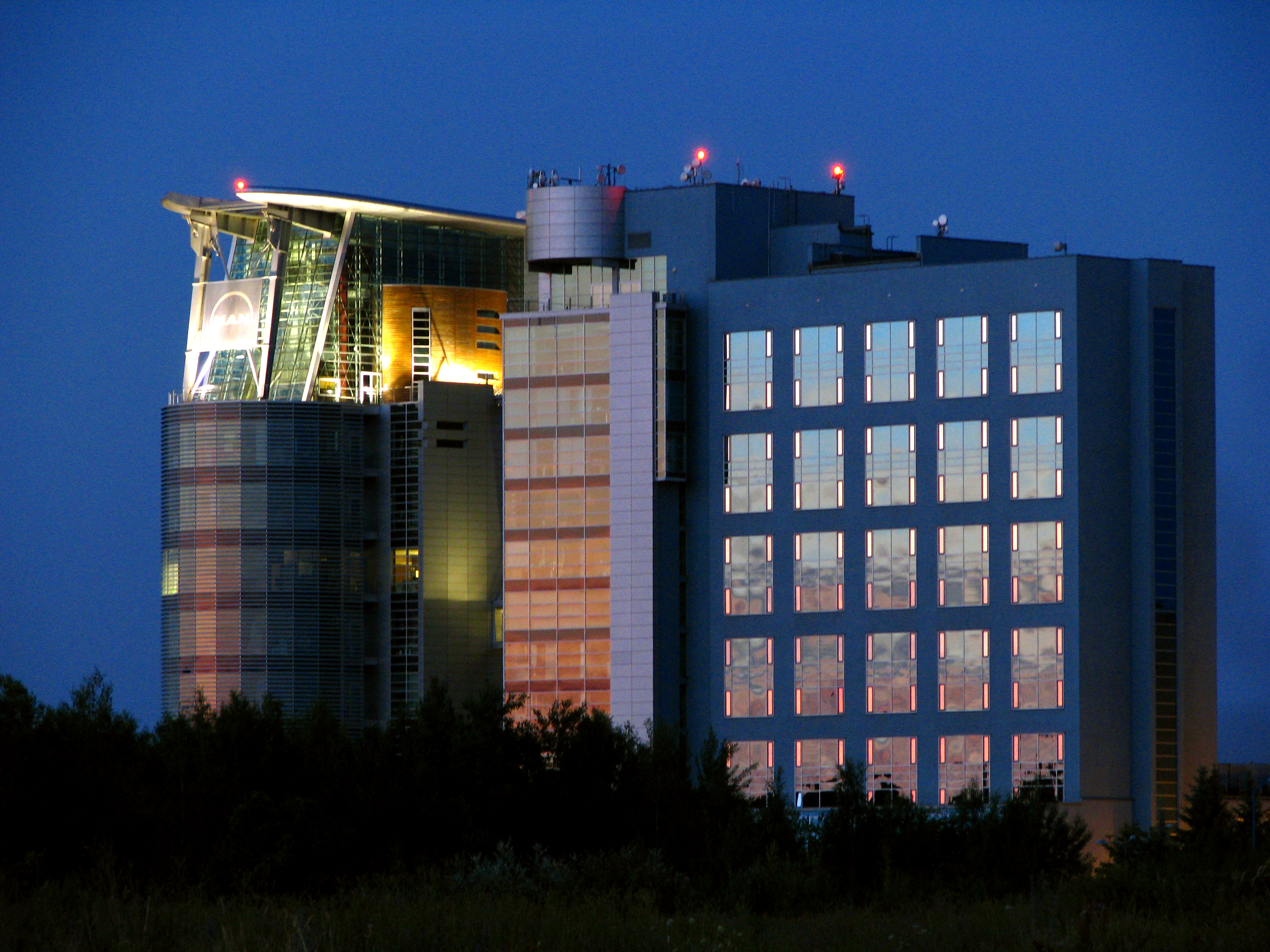
Biurowiec PGK w Poznaniu, w którym do stycznia 2013 znajdowała się siedziba Grupy Allegro

Pierwszą siedzibą spółki była piwnica w hurtowni sprzętu komputerowego prowadzonej przez założycieli portalu. Wiosną 2000 roku spółka przeprowadziła się do biurowca przy ulicy Dąbrowskiego 75. Kolejna zmiana siedziby serwisu nastąpiła w lutym 2003, były to tyły biurowca Wiepofamy przy ul. Szczepanowskiego 15A. W tym czasie zespół pracowników serwisu liczył ok. 60 osób. W wyniku rozwoju serwisu w 2004 roku, konieczna była zmiana siedziby, którą stał się zespół budynków PGK przy ul. Marcelińskiej 90. W związku z szybkim rozwojem działalności grupy 10 kwietnia 2011 roku na zlecenie holenderskiego funduszu Garvest Real Estate giełdowa spółka Budimex rozpoczęła przy ulicy Grunwaldzkiej budowę nowej siedziby dla Grupy Allegro. Zaprojektowany przez warszawską pracownię architektoniczną JEMS ekologiczny biurowiec o nazwie Pixel jest pierwszym z pięciu budynków dużego zespołu biurowego Klaster Grunwaldzka. Budowa pierwszego biurowca zakończyła się w styczniu 2013 roku. W 2022 roku firma przeniosła swoją siedzibę do budynku Nowy Rynek w Poznaniu, a w Warszawie firma ma swoje biuro w Fabryce Norblina.

## Działalność Allegro.pl

### Serwisy polskojęzyczne
- Allegro.pl (dawniej właściciel QXL Poland)
- Ceneo.pl (dawniej właściciel Ceneo)
- eBilet.pl

### Serwisy zagraniczne
- Czechy: Allegro.cz
- Słowacja: Allegro.sk
- Węgry: Allegro.hu
- UE: Allegro.com

### Serwisy polskojęzyczne – sprzedane lub zawieszone
- Emag.pl dawniej Agito.pl
- AllePrezenty (dawniej właściciel Ceneo)
- AlleWakacje (dawniej właściciel otoMoto)
- Bankier.pl (obecnie właścicielem jest Bonnier Business Polska)
- BuyVip (właściciel BuyVIP (Polska))
- Citeam.pl (serwis zakończył działalność 18 marca 2014)
- Cokupic.pl (dawniej właściciel QXL Poland)
- iStore (dawniej właściciel QXL Poland, obecnie Shoper S.A.)
- lokalo.pl (serwis zakończył działalność 17 czerwca 2013)
- Markafoni (dawniej BuyVip, właściciel BuyVIP (Polska), obecnie VIP Retail sp. z o.o.)
- mojeauto.pl (obecnie właściciel Motor-Presse Polska)
- Oferia (obecnie właściciel Leroy Merlin Polska)
- PayU (dawniej właściciel PayU (spółka); pod marką PayU działają obecnie także dawne serwisy PayGSM i Platnosci.pl)
- Pit.pl (obecnie właścicielem jest Bonnier Business Polska)
- prnews.pl (obecnie właścicielem jest Bonnier Business Polska)
- sendit.pl
- stendi.pl
- Vat.pl (obecnie właścicielem jest Bonnier Business Polska)

### Zagraniczne porównywarki cen dawnej Grupy Allegro – sprzedane lub zawieszone
- Bułgaria: Pazaruvaj.com,
- Czechy: Heureka.cz, Seznamzbozi.cz,
- Rumunia: Compari.ro,
- Turcja: Ucuzu.com,
- Ukraina: Vcene.ua

### Zagraniczne serwisy dawnej Grupy Allegro – sprzedane lub zawieszone
- Białoruś: Allegro.by,
- Bułgaria: Aukro.bg,
- Estonia: Osta.ee,
- Kazachstan: Allegro.kz,
- Niemcy: Allegro.de[49],
- Rosja: Molotok.ru (dawniej: Aukro.ru)[50],
- Rumunia: Aukro.ro, Tizo.ro,
- Serbia: Allegro.rs,
- Słowacja: Aukro.sk,
- Ukraina: Aukro.ua,
- Węgry: TeszVesz.hu, Vatera.hu,
- Czechy: Aukro.cz